# 油香儿
油香儿（儿发音）是中国湖北省恩施土家族苗族自治州特有的一种风味小吃，当地街边、餐馆都十分普遍，通常被当地人作为早餐或零食食用。油香儿食用起来外壳香酥可口内陷嫩爽而风味十足。

## 油香儿外形
外形似一个扁的小油饼，不过上凸下凹，上凸处因内包食材的形状而显得错落有致，根据油炸时间和包浆配比的不同，外观常常呈现出金黄色、深红色或深棕色。

## 制作方法
米浆和黄豆浆按一定比例混合并加盐制成包浆，先将薄薄一层包浆加入油炸用油香瓢底部，然后加入葱、土豆丝或韭菜作为基料，再加入腌制好的肉丝或生鸡蛋作为辅料，然后加入一些调味料后再将表面打上一层包浆，放入油锅内烹炸，炸制一定程度半熟油香儿自然脱离油香瓢浮至油面，适时翻炸，最后在适当的时候捞起沥油后方可食用。

## 油香瓢
制作中需要一个铁勺模具，恩施人把这个铁勺模具叫做油香瓢，勺柄约半米来长，勺子约碗口大小，一个指甲的深度，圆形扁平状，底部中央微微突起。类似于武汉小吃面窝所用铁勺。